# Monts (Indre-et-Loire)
Monts település Franciaországban, Indre-et-Loire megyében. Lakosainak száma 8031 fő (2022. január 1.). Monts Artannes-sur-Indre, Joué-lès-Tours, Montbazon, Sorigny, Thilouze és Veigné községekkel határos.

## Népesség
A település népességének változása:
| Lakosok száma | 3506 | 5421 | 6221 | 7013 | 7471 | 7704 | 7794 | 7876 | 7896 | 8031 |
|               | 1968 | 1982 | 1990 | 2006 | 2013 | 2015 | 2017 | 2019 | 2020 | 2022 |